# Janusz Kusociński
Janusz Tadeusz "Kusy" Kusociński (født 15. januar 1907 i Warszawa død 21. juni 1940 i Palmiry) var en polsk løber, der især var kendt for at have vundet guldmedalje på 10.000 meter ved OL 1932 og sølvmedaljen på 5.000 meter ved EM 1934. 

## Karriere
Kusociński var oprindelig fodboldspiller, men begyndte at dyrke atletik og deltage i konkurrencer i 1928. Året efter overraskede han ved de polske mesterskaber, hvor han vandt titlerne på 5.000 meter og i terrænløb. Han gik glip af den følgende sæson, fordi han blev indkaldt til den polske hær. Han blev polsk mester på 1500 meter og 5.000 meter og i terrænløb både i 1930 og 1931, og på 800 meter i 1932. Han satte to verdensrekorder i 1932: 4 miles og 3000 meter (tiden 8.18,8 minutter 19. juni 1932, en rekord som blev slået af danskeren Henry Nielsen 24. juli 1934 med tiden 8.18,3 minutter). 
Ved OL 1932 i Los Angeles var han tilmeldt i tre discipliner, men han stillede ikke op i 1500 m- og 5000 m-konkurrencerne. I 10.000 m-løbet var finske Paavo Nurmi det store navn i 1920'erne, men han var blevet erklæret som professionel og deltog derfor ikke ved OL. I stedet lagde to andre finner, Volmari Iso-Hollo og Lasse Virtanen samt sig i spidsen af løbet. Ved 8 km kunne Virtanen ikke længere følge med, og til sidst lagde Kusociński Iso-Hollo bag sig og vandt løbet i sikker stil. Iso-Hollo og Virtanen fik henholdsvis sølv og bronze.
I 1934 vandt Kusociński sølv ved det første EM i atletik på 5.000 m, og herefter indstillede han sin elitekarriere. Han gjorde dog et kort comeback, da han i 1939 vandt det polske mesterskab på 10.000 m.
Kusocińskis træner var den estiske tikæmper Aleksander Klumberg.

## Øvrige liv og død
Kusociński meldte sig frivilligt som korporal til den polske hær efter Polen blev angrebet af tyskerne i 1939. Han kæmpede blandt andet i forsvaret af Fortu Czerniaków på Powsińska gaden 25. september. Han blev såret to gange og 28. september 1939 blev han tildelt Korset for heltemod af general Juliusz Rommel. 
Under den tyske besættelse arbejdede han som tjener på baren Pod kogutem på Jasnejgaden, men var hemmeligt medlem af den polske modstandsbevægelse Wilki. Kusociński blev anholdt ved porten til det hus, hvor han boede, af Gestapo den 26. marts 1940 i AB Aktionen og fængslet i Mokotów fængslet. Han blev henrettet tre måneder senere i Palmiry ved Warszawa. AB Aktionens mål var udryddelse af den polske intelligentsia. Flere hundrede polakker blev henrettet under denne aktion, heriblandt også Maciej Rataj formand for den Anden polske republik, Thomas Stankiewicz læge og olympisk cykelrytter ved OL 1924 i Paris (4000 meter på banen for hold), Mieczysław Niedziałkowski medlem af det tværpolitiske udvalg for civilforsvarets hovedkvarter i Warszawa og Feliks Żuber deltager på 400 meter ved OL 1928 i Amsterdam.
Det årlige atletikstævne, Memoriał Janusza Kusocińskiego, afholdes i Polen til Kusocińskis ære. Under det 55. stævne den 12. august 2009 blev han posthumt tildelt Kommandørkorset med ordensstjerne af Polonia Restituta "for enestående bidrag til uafhængighed for den polske republik og sportslige resultater inden for atletik ".

## Meriter
Olympiske lege
- Guld Los Angeles 1932 10.000 meter 30.11,4

Verdensrekorder
- 3000 meter 19. juni 1932 8.18,8
- 4 miles 30. juni 1932 19.02,6

Europamesterskaber
- Sølv Torino 1934 5.000 meter 14.41,2
- 5. plads Torino 1934 1500 meter

Polske rekorder
- 25 polske rekorder på forskellige distancer

Polske mesterskaber
- Guld 800 meter 1932
- Guld 1500 meter 1930 og 1931
- Guld 5.000 meter 1928, 1930 og 1931
- Guld 10.000 meter 1939
- Guld terrænløb 1928, 1930 og 1931